# Zigarette

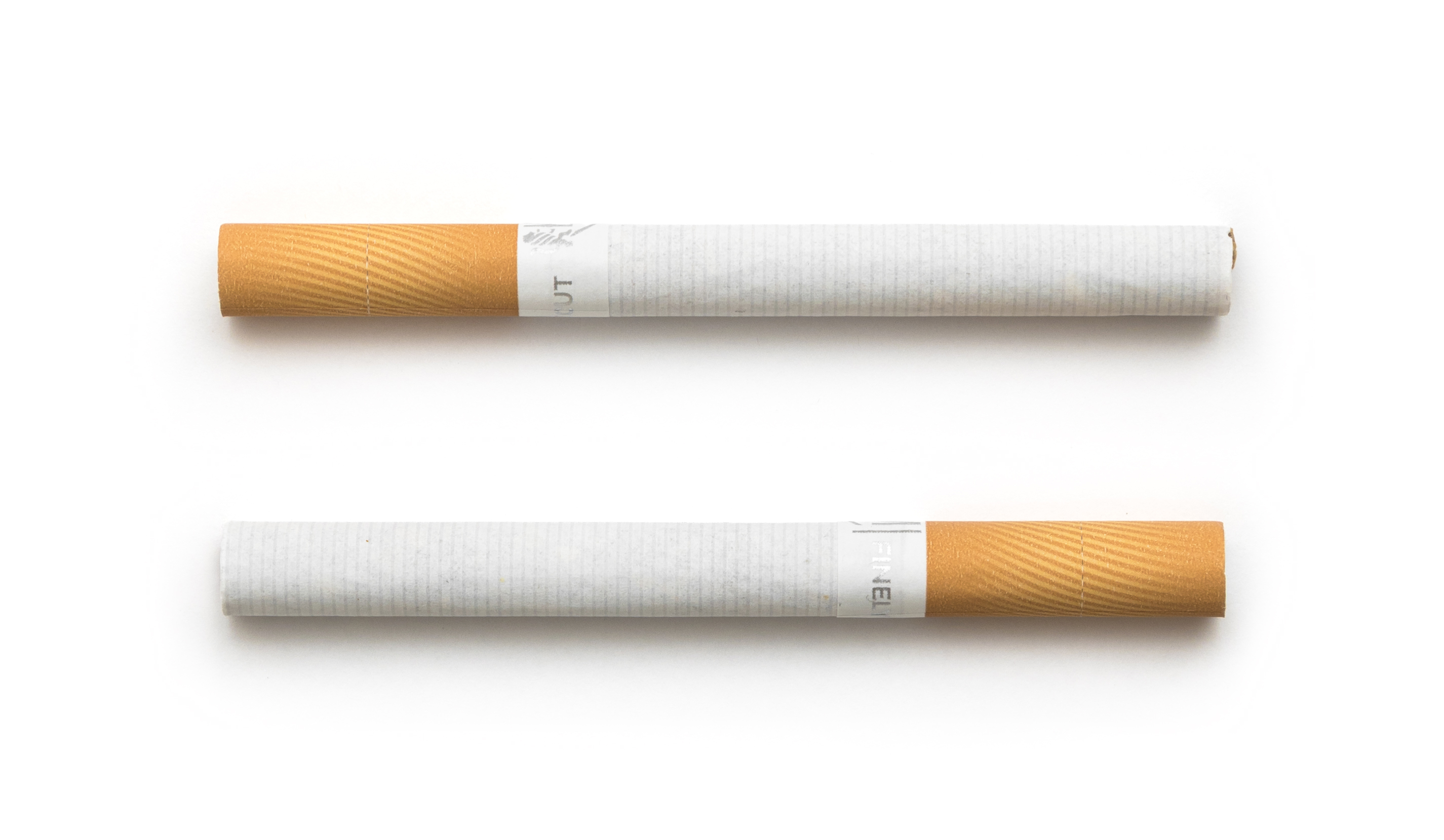
Zwei Zigaretten

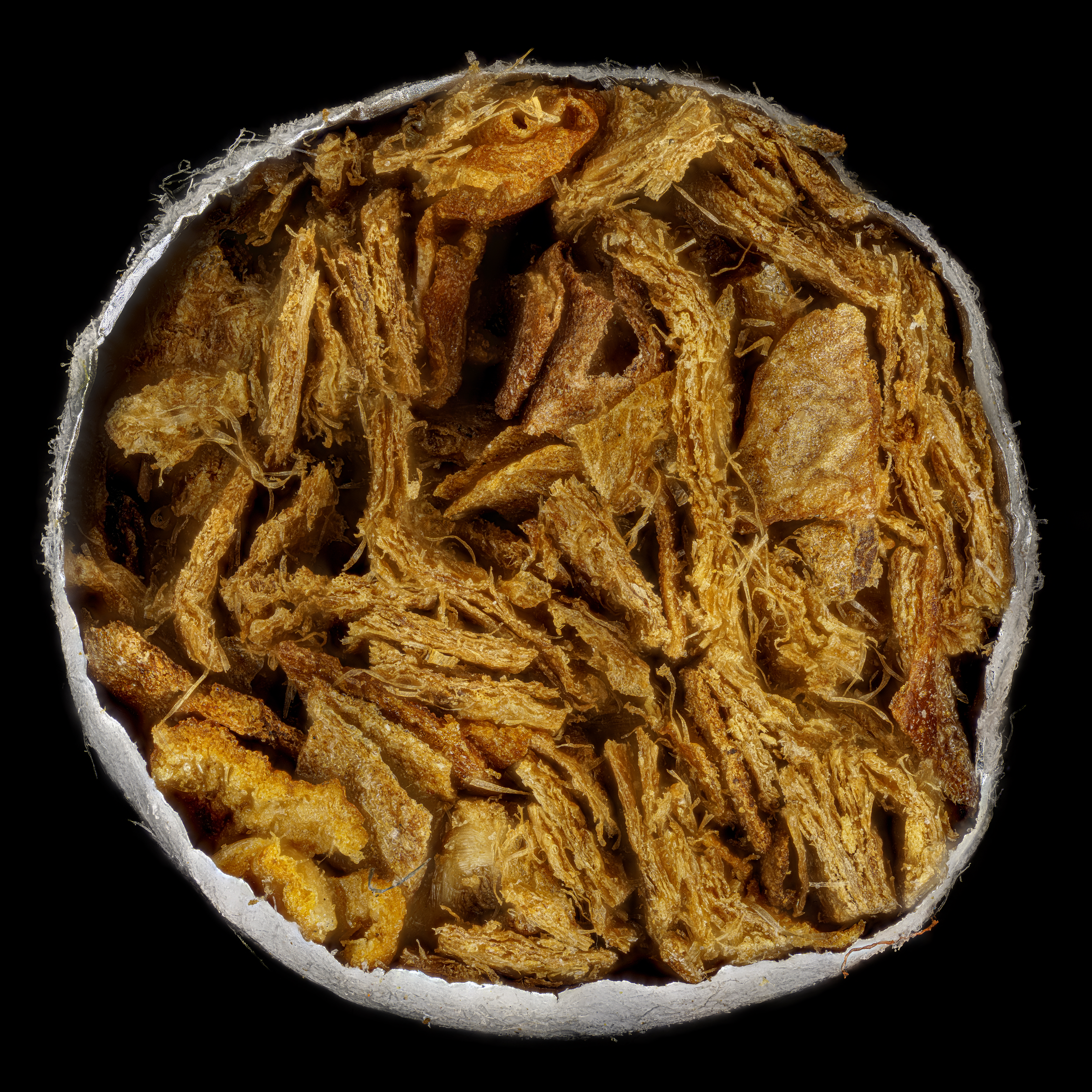
Querschnitt durch eine Zigarette

Die Zigarette: 1. Filter, 2. Mundstück, 3. Zigarettenpapier, 4. Tabak

Eine Zigarette (französisch cigarette, Diminutiv zu „Zigarre“) ist ein rauchbares Tabakerzeugnis, das aus den fermentierten, getrockneten und feingeschnittenen Blättern der Tabakpflanze hergestellt wird, die in Papier gestopft, gedreht, gefaltet oder gerollt werden. Tabakrauch wird als Rauschmittel verwendet und fand vor allem im 20. Jahrhundert starke Verbreitung. Inzwischen ist der Zigarettenkonsum in westlichen Ländern aufgrund verschiedener Maßnahmen zur Eindämmung des Rauchens stark rückläufig. Der Grund für diese Maßnahmen ist vor allem die krebserregende Wirkung des Tabakrauchs.

## Geschichte
Tabak wurde von mittelamerikanischen Ureinwohnern in Maispapier eingerollt geraucht und von den spanischen Kolonisatoren Mitte des 16. Jahrhunderts nach Europa gebracht. 1586 wurde das Tabakrauchen in England eingeführt und breitete sich über Holland in ganz Europa aus. Tabak wurde sonst hauptsächlich geschnupft.
Zigaretten wurden um 1850 zum ersten Mal in den Zigarrenfabriken in Frankreich und Südspanien aus Tabakresten hergestellt. Diese wurden gesammelt und in Papier gewickelt und zunächst vor allem von den Arbeiterinnen der Fabriken geraucht, da sie sehr viel preiswerter waren als Zigarren.
In Deutschland wurde die Zigarette durch Joseph Huppmann (1814–1897) bekannt. Er betrieb ab 1852 in St. Petersburg eine Zigarettenfabrik und richtete 1861 in Dresden eine Filiale unter dem Namen „Laferme“ mit einem Tabakschneider und sechs Arbeiterinnen ein. In dieser Filiale erhielt Georg Anton Jasmatzi 1868 eine Stellung als technischer Werksführer, bevor er sich später selbständig machte und seine eigene Zigarettenfabrik gründete.
Die erste eigenständige deutsche Zigarettenfabrik (Orientalische Tabak- und Cigarettenfabrik Yenidze) wurde in Deutschland 1862 in Dresden eröffnet, die erste österreichische 1865. Bereits 1854 wurde in Köln-Sülz die „Maschinenfabrik Wilhelm Quester“ gegründet, das erste Unternehmen, das Verarbeitungsmaschinen für das Schneiden, Trocknen und Rösten von Tabak herstellte.

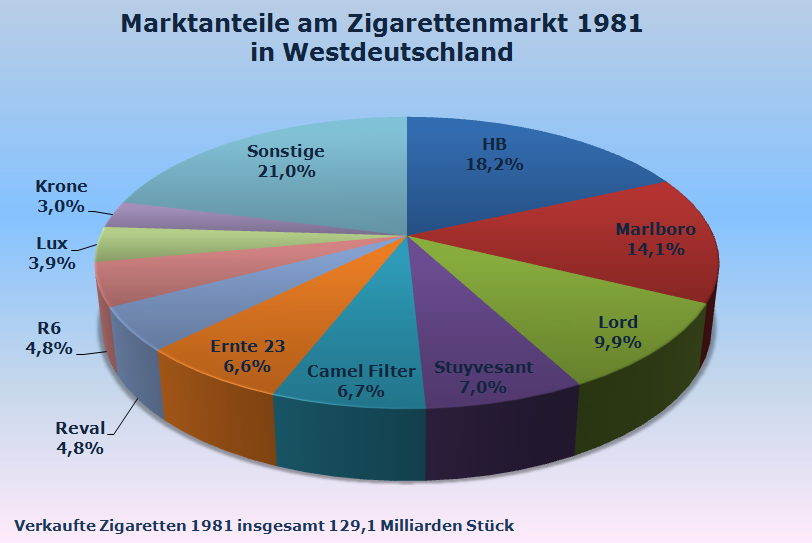
Marktanteile von Zigarettenmarken in Westdeutschland 1981

Nach dem Ersten Weltkrieg bildeten sich die heute bekannten, großen Tabakkonzerne. In Deutschland überwog bis Mitte des 20. Jahrhunderts noch die Herstellung in Handarbeit in kleinen und mittleren Betrieben, während in den Vereinigten Staaten die maschinelle Herstellung schon weiter verbreitet war.
1934 wurde in der Zigarettenfabrik Greiling in Dresden die erste Filterzigarette der Welt hergestellt.
Die meisten Fertig-Zigaretten haben heutzutage die Größe bzw. das Format King Size mit einer Länge von 83 mm. Hinzu kommen Zigaretten im Format Super King Size, die 99 mm lang sind. Filterlose Zigaretten, also sogenannte Strangzigaretten, sind zumeist kürzer als „King Size“.
Seit dem Tabakerzeugnisgesetz von 2016 sind in Deutschland gemäß einer EU-Richtlinie keine Zigaretten mehr erlaubt, deren Emission mehr als 10 mg Teer, mehr als 1 mg Nikotin oder mehr als 10 mg Kohlenmonoxid enthalten. Zuvor wiesen Zigaretten oft größere Werte auf, die Produkte wurden entsprechend angepasst. Mit dem Gesetz wurde außerdem ein mit wenigen Ausnahmen versehenes Werbeverbot für Tabakerzeugnisse erlassen.

## Konsum
Der Anteil des Zigarettenverbrauchs am Gesamttabakverbrauch stieg zwischen 1912 und 1954 von 13 % auf 73 %. 1913 wurden in den USA 15 Milliarden Zigaretten geraucht. 1940 waren es 170 Milliarden und 1953 400 Milliarden.
2016 war die Volksrepublik China mit 2,3 Billionen gerauchten Zigaretten für 42 % des weltweiten Zigarettenkonsums von 5,8 Billionen verantwortlich. Besonders hoch war der Zigarettenkonsum pro Kopf in einigen arabischen und osteuropäischen Ländern. Belarus hatte 2016 den weltweit höchsten Pro-Kopf Zigarettenverbrauch. Hier kam auf jede Person über 15 Jahren ein durchschnittlicher jährlicher Konsum von ca. 2900 Zigaretten.
Beispiele für besondere Arten von Zigaretten sind elektrische Zigaretten ohne Verbrennungsprozess oder die Papirossa, die v. a. in den Nachfolgestaaten der Sowjetunion verbreitet ist.

## Herstellung

### Zigarettenfabrik
Die Herstellung einer Zigarette in einer Zigarettenfabrik gliedert sich grob in zwei Bereiche:
- Tabakaufbereitung (primär),
- Zigarettenherstellung, Filterherstellung (sekundär).

Neben diesen Bereichen, in denen die einzelnen Bestandteile einer Zigarette hergestellt und zusammengeführt werden, gibt es weitere Bereiche für die Lagerung von Rohstoffen und Fertigwaren sowie ein Materiallager.
Die Zigarettenindustrie beschäftigt in Deutschland über 10.000 Menschen und erwirtschaftete 2012 einen Umsatz von 20,1 Milliarden Euro.

### Handarbeit

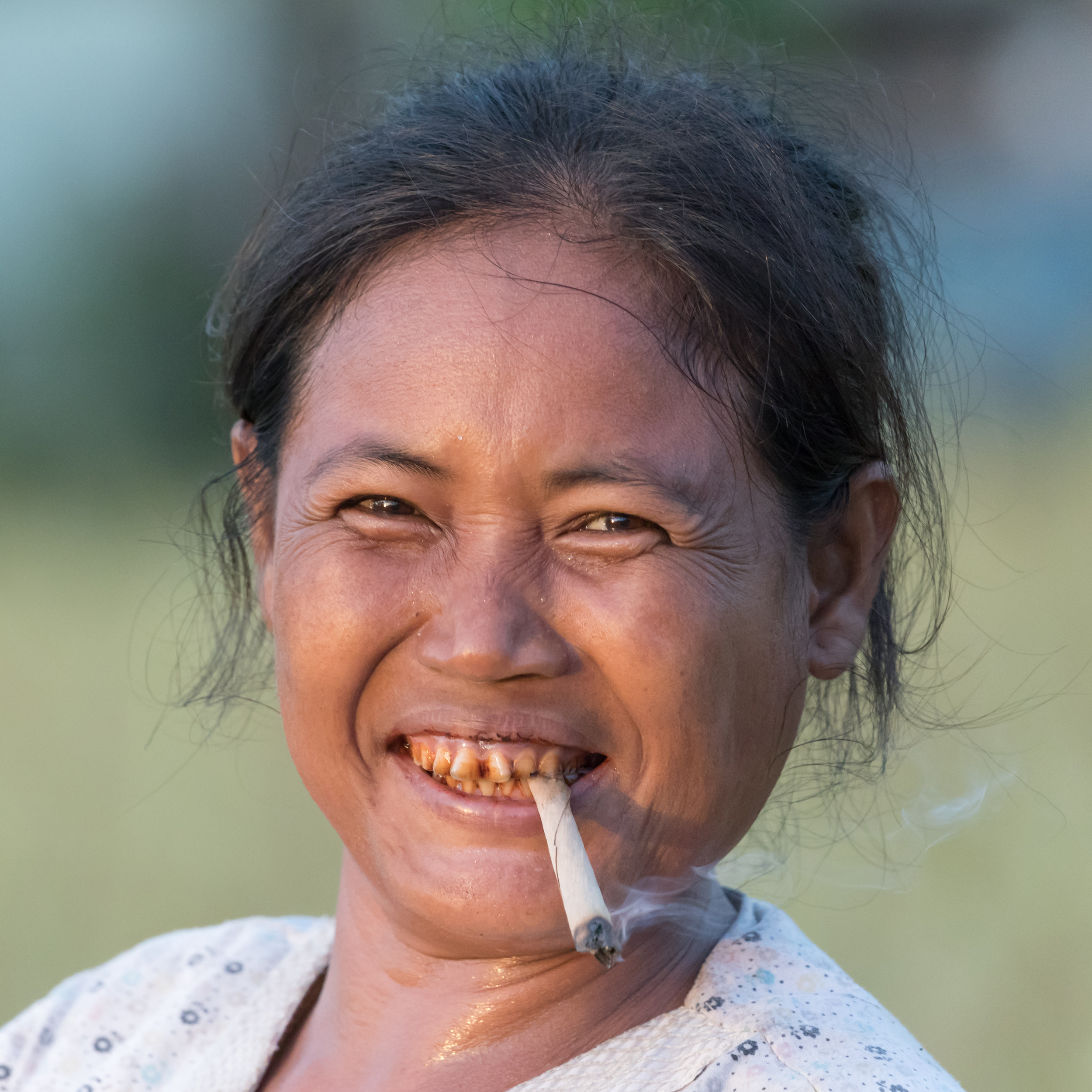
Konsum einer Selbstgedrehten

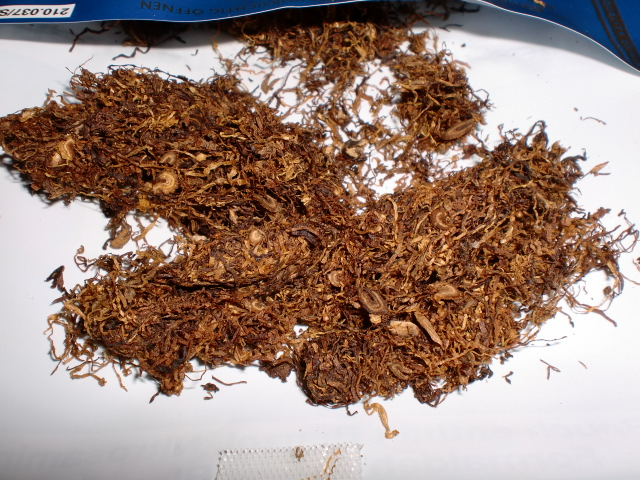
Feinschnitttabak

Nicht unwesentlich ist auch die Herstellung von Zigaretten in Handarbeit (umgangssprachlich: Drehen). Dazu wird Feinschnitttabak locker in Zigarettenpapier eingerollt. Dies kann entweder nur mit den Händen oder, wenn die Fingerfertigkeit nicht ausreicht, mit einfachen Zigarettendrehmaschinen geschehen. Das zumeist gummierte Zigarettenpapier wird zum Abschluss mit Speichel befeuchtet und verklebt.
Eine weitere Variante ist die Verwendung von Zigarettenstopfmaschinen, mit denen sich eine annähernd gleiche Qualität wie bei gekauften Filterzigaretten erzielen lässt.
Nach einer massiven Tabaksteuererhöhung in den 1990er Jahren stellten die Tabakproduzenten in Deutschland das Angebot für Feinschnitttabak von 50-Gramm- auf 40-Gramm-Packungen um. Seit 2006 werden vermehrt 35-Gramm-Packungen statt der 40-Gramm-Packungen angeboten.
Einen hohen Marktanteil haben inzwischen Tabake, die als No-Name-Produkt in Supermärkten und bei einigen Tabakhändlern zu erwerben sind und in der Regel um etwa ein Fünftel billiger als die Markentabake sind.

## Sorten und Marken
Fertig produzierte Zigaretten sind in verschiedenen „Stärkegraden“ erhältlich, die sich in erster Linie durch ihren Nikotingehalt unterscheiden. Der Rauch einer Zigarette darf seit 1. Januar 2004 gemäß EG-Vorschrift laut Standardmessung höchstens 1,0 mg Nikotin enthalten. Zigaretten ab einem Wert von 0,8 mg werden durch die Erzeuger mit Bezeichnungen wie „Full Flavor“ (dt. voller Geschmack) versehen. Für Zigaretten mit geringerem Nikotingehalt existiert eine weitergehende Nomenklatur von Stärkekategorien, allerdings dürfen diese Bezeichnungen in vielen Ländern nicht mehr zu Vermarktungszwecken verwendet werden (unter anderem gilt dies seit 2003 für die EU laut EG-Richtlinie 2001/37/EG:) Medium (zirka 0,7 mg), Light oder mild (zirka 0,4–0,6 mg) und Super- oder Ultralight (0,4 mg und weniger).
Das Verbot, die Namen von Zigarettenmarken mit Zusätzen wie „Medium“, „Light“ oder „mild“ zu versehen, wird damit begründet, dass diese Ausdrücke von den Verbrauchern als Hinweis auf eine verminderte Gesundheitsgefahr gedeutet werden könnten. In der Folge haben die Zigarettenhersteller ihre entsprechenden Varianten in uneinheitlicher Weise umbenannt: So heißt es statt Full Flavor teilweise „Red“, statt Light häufig „Blue“, „Silver“ oder „Gentle Flavor“ und statt Superlight „One“ oder „Number One“. Der Trend geht offenbar immer mehr zur Verwischung der alten Stärkekategorien, da der Verbraucher diese nur noch über Nikotin-Werte differenzieren kann, die zudem in der EU nicht mehr auf den Packungen abgedruckt werden dürfen, da sie zu der Annahme führen könnten, bestimmte Zigaretten seien weniger schädlich als andere. Zudem gibt es Varianten einzelner Sorten, die zwar „Full Flavor“ im Sinne von „Voll im Geschmack“ sind (oder zumindest so beworben werden), jedoch geringere Nikotinwerte haben.
Da Nikotin der hauptsächliche Sucht erzeugende Inhaltsstoff des Zigarettenrauchs ist, bleibt dennoch der Nikotingehalt das wichtigste Unterscheidungsmerkmal. Es gilt als erwiesen, dass die tatsächlich beim Konsumenten ankommende Nikotinmenge entscheidend durch das Rauchverhalten beeinflusst wird: So neigen Raucher bei Zigaretten, deren Rauch geringere Mengen an Nikotin und Teer enthält, zu tieferem Inhalieren, um mehr Nikotin aufnehmen zu können. Zudem verspüren Raucher nach dem Rauchen einer solchen Zigarette oft noch weiterhin den „Bedarf“ nach Nikotin, weshalb der Wunsch nach einer weiteren Zigarette erhalten bleibt. Anreicherungen von Ammoniak und Harnstoff erhöhen zudem den pH-Wert des Rauchs, wodurch angeblich die Lunge wesentlich mehr Nikotin aufnehmen sollte. Eine Studie aus dem Herbst 2011 widerlegte jedoch diese Vermutung. Durch ein kompensatorisches Rauchverhalten kann der tatsächlich aufgenommene Nikotinanteil selbst bei so genannten „Light“-Zigaretten dem von herkömmlichen Markenzigaretten entsprechen. Die Suchtgefahr, die von diesen Zigaretten ausgeht, ist demnach genauso hoch.
Vereinzelt unterscheiden sich die Varianten durch die den Zigaretten beigesetzten Aromen; hier ist insbesondere an Mentholzigaretten zu denken, aber auch an Spezialitäten wie Vanille- oder Nelkenzigaretten (Kretek). Die zur Aromatisierung des Tabaks eingesetzten Zusatzstoffe sind nicht deklarationspflichtig und werden von den Herstellern in der Regel nicht veröffentlicht. Sie prägen den sortentypischen Geschmack grundlegend und tragen zugleich dazu bei, die Inhalation des Zigarettenrauches zu erleichtern. Die Zigarette wird zu einem leichter konsumierbaren Produkt, was insbesondere auf jüngere Verbraucher abzielt.
Den weitaus größten Marktanteil genießen heutzutage Zigaretten aus Mischungen heller Tabake, zum Beispiel dem so genannten American Blend (dt. amerikanische Mischung), einer Mischung aus 60 % Virginia-, 30 % Burley- und 10 % Orienttabak. Geringere und weiter abnehmende Marktbedeutung haben Zigaretten aus schwarzen Tabaken.
In der Regel werden Zigaretten mit Filter, seltener ohne angeboten. Der Filter einer Zigarette besteht aus Celluloseacetat, einem Stoff mit faseriger Struktur. Dieser Zigarettenfilter bewirkt eine teilweise mechanische Zurückhaltung von Partikeln und Alkaloiden (zum Beispiel Nikotin) aus dem Tabakrauch. Zusätzlich kann das Mundstück einen Aktivkohlefilter enthalten und/oder zur Geschmacksverfeinerung gesüßt sein.
Die übliche Länge einer Zigarette beträgt 74–85 mm, welche von den Herstellern auch unter der Bezeichnung „King Size“ vermarktet werden. Daneben gibt es Überlängen (100 mm, 120 mm), aber auch kürzere 70-mm-Zigaretten. Letztere sind etwa in Osteuropa und Nordafrika noch häufig anzutreffen.
Neben der (häufigeren) runden Form des Querschnitts gibt es auch ovale Zigaretten, die dadurch etwas anders in der Packung angeordnet sind.
Aufgrund niedrigerer Besteuerung hat in Deutschland der Markt für Nicht-Fertigzigaretten besondere Bedeutung – mit steigender Tendenz. Hierunter fällt zuallererst der Klassiker Drehtabak, also Feinschnitt, der vom Konsumenten erst mit Hilfe von gesondert gekauftem Zigarettenpapier und eventuell Drehfiltern zu Zigaretten verarbeitet wird. Kurzzeitig wurden als weitere Variante sogenannte Tabak-Sticks (vorportionierter Feinschnitt) angeboten. Diese hatten zwar bereits eine Hülle aus Papier, waren aber so nicht rauchbar und mussten erst manuell in eine Zigarettenhülle eingeschoben werden. Nach einem Urteil des Europäischen Gerichtshofs vom 10. November 2005 mussten die sogenannten Tabak-Sticks allerdings wie Fertigzigaretten besteuert werden und verschwanden anschließend wieder vom Markt.
Ebenfalls aus Gründen der geringeren Steuer und des somit geringeren Preises und in Anbetracht der Handelsspanne des Einzelhändlers von zirka vier Prozent für Zigaretten gibt es in Deutschland seit einigen Jahren zigarettengroße Filterzigarillos zu kaufen, die sich wie Zigaretten rauchen lassen.
Der weltweit größte Zigarettenhersteller ist Philip Morris International (ein Tochterunternehmen der Altria Group) mit Marken wie Marlboro, Merit, Chesterfield und vielen anderen.

## Inhaltsstoffe

Strukturformel von Nikotin – Nervengift und Hauptsuchtstoff in Zigaretten

Dem natürlichen Tabak werden während der Zigarettenherstellung zahlreiche Stoffe zugesetzt. Der Tabakanteil in einer durchschnittlichen Zigarette liegt bei 700 mg. Auch das Zigarettenpapier enthält Chemikalien. Viele im Tabakrauch befindliche Substanzen entstehen durch den Verbrennungsvorgang.

### Dem Tabak zugesetzte Stoffe
Dem Tabak werden viele Stoffe zugesetzt, um die Aufnahme des Nikotins und dessen Wirkung im Körper zu verstärken und somit das Suchtpotenzial zu erhöhen. Einige Stoffe haben die Eigenschaft, den Tabakrauch selbst für Kinder erträglich zu machen.
Viele Zusatzstoffe werden nach Angaben der Tabakkonzerne zur Geschmacksverbesserung, zum Feuchthalten, zum Konservieren, für bessere Verbrennung und zum Binden von Bestandteilen eingesetzt. In Deutschland regelt die deutsche, in der Schweiz die Schweizer Tabakverordnung, welche Substanzen einer Zigarette bzw. einem Tabakprodukt zugesetzt werden dürfen und welche nicht.
- Vom Ammoniumchlorid (oder anderen Ammonium-haltigen Verbindungen) ist behauptet worden, sie würden das Nikotin deprotonieren und es so für das Nervensystem schneller verfügbar machen. Diese Behauptung wurde vom niederländischen RIVM (Rijksinstituut voor Volksgezondheid en Milieu – Nationales Institut für Volksgesundheit und Umwelt) wissenschaftlich untersucht: Zwei Zigarettenmarken mit deutlich differierenden Ammoniumgehalten im Tabak wurden verglichen (Marke 1 enthielt 0,89 mg Ammonium/g Tabak und Marke 2 3,43 mg Ammonium/g Tabak), aber gleichem Nikotingehalt im Rauch. 51 Studienteilnehmer rauchten je eine der Zigaretten (morgens Marke 1 und nachmittags Marke 2). Beide Marken mussten nach einem identischen Zugprotokoll geraucht werden. Die individuellen Zugvolumina wurden für jeden Teilnehmer bestimmt. Nach dem Rauchen wurden die Nikotinaufnahme sowie die Nikotinausscheidung im Blut gemessen. Es wurden keine Unterschiede in der Nikotinaufnahme zwischen den beiden Zigarettenmarken gefunden.[6] Der Ammoniumgehalt im Tabak hat demnach keinen Einfluss auf die Nikotinaufnahme. Ammoniumchlorid ist in Deutschland nur für Schnupftabak und Kautabak zugelassen, jedoch nicht für Tabak zum Rauchen.
- Zucker karamellisiert zusammen mit dem Ammoniak und erzeugt dadurch einen weichen Geschmack; bei der Zuckerpyrolyse entsteht Acetaldehyd, was als MAO-Hemmer den Abbau von Adrenalin, Dopamin und Serotonin hemmt und somit das Suchtpotential der Zigarette erhöht.
- Menthol und Gewürznelken vermindern das Reiz- und Schmerzempfinden des Atemtrakts, sodass der Rauch tiefer und beschwerdefreier inhaliert werden kann.
- Feuchthaltemittel, wie Glycerin, Propylenglycol, Triethylenglycol und 1,3-Butylenglycol
- Schellack als Klebemittel
- Lakritze
- Kaffee
- Tee und teeähnliche Erzeugnisse
- Kakao und Kakaoerzeugnisse, sollen den Rauch milder machen
- Dextrine
- Melasse
- Stärke

### Inhaltsstoffe des Tabakrauches
Im Rauch einer (durchschnittlichen) Zigarette befinden sich bis zu 12.000 verschiedene Stoffe, darunter in der Gasphase (die Inhaltsangaben für den Zigarettenrauch beziehen sich auf maschinelles Abrauchen nach DIN/ISO-Norm):
| Verbindung         | Menge       |
| ------------------ | ----------- |
| Kohlenmonoxid      | 14–23 mg    |
| Stickstoffoxid     | 100–600 µg  |
| Blausäure          | 400–500 µg  |
| Butadien           | 24–40 µg    |
| Benzol             | 12–50 µg    |
| Styrol             | 10 µg       |
| Formaldehyd        | 20–100 µg   |
| Acetaldehyd        | 400–1400 µg |
| Aceton             | 100–650 µg  |
| Acrolein           | 60–140 µg   |
| Aliphatische Amine | 3–10 µg     |

In der Partikelphase sind u. a. folgende Verbindungen nachweisbar:
| Verbindung                                   | Menge        |
| -------------------------------------------- | ------------ |
| Nikotin                                      | 1000–3000 µg |
| Nornikotin                                   | 50–150 µg    |
| Nichtflüchtige Kohlenwasserstoffe            | 300–400 µg   |
| Naphthalin                                   | 2–4 µg       |
| Naphthalinderivate                           | 3–6 µg       |
| Phenanthrene                                 | 0,2–0,4 µg   |
| Fluorene                                     | 0,6–1,0 µg   |
| Pyrene                                       | 0,3–0,5 µg   |
| Polycyclische aromatische Kohlenwasserstoffe | 0,1–0,25 µg  |
| Phenol                                       | 80–160 µg    |
| Benzofurane                                  | 200–300 µg   |

Weitere Stoffe, die im Tabakrauch nachgewiesen werden konnten, sind:
- Polonium-210
- Plutonium[13]

## Filter

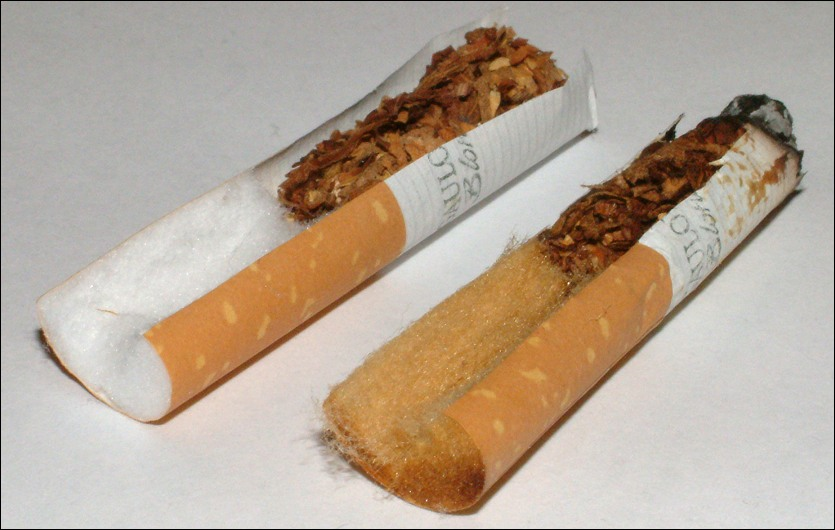
Geöffneter Zigarettenfilter vor und nach dem Rauchen

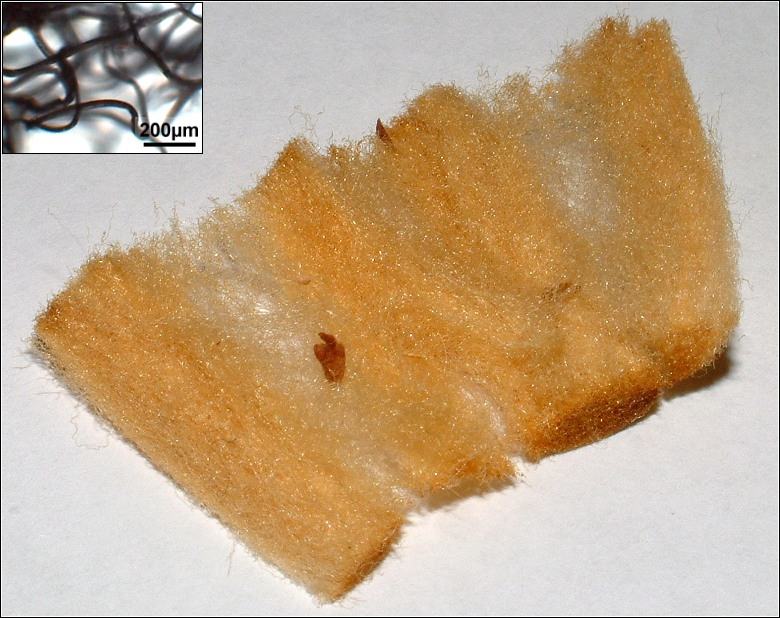
Geöffneter gebrauchter Zigarettenfilter. Die Fasern aus Celluloseacetat sind braun gefärbt.

Ein Zigarettenfilter soll den Anteil gesundheitsschädlicher Stoffe wie Kondensat und Gase im Rauch der Zigarette verringern. Zudem wird durch den Filter der Rauch etwas milder, weshalb ihn manche Raucher für einen intensiveren Geschmack entfernen oder verkürzen. Bei einer klassischen Filterzigarette ist der Filter von einem korkfarbenen Mundstück umhüllt, um die Braunfärbung des Filters nicht sichtbar werden zu lassen. Bei einigen Zigarettenmarken, die sich vorwiegend an weibliche Zielgruppen richten, werden auch weiße Mundstücke verwendet. Die meisten industriell gefertigten Zigaretten sind mit einem Filter versehen, Selbstdreher können Filter im Tabakhandel kaufen. Filterzigaretten gab es erstmals 1934 von Greiling aus Dresden, eine größere Verbreitung fanden sie jedoch erst ab Mitte der 1950er Jahre mit dem Erfolg der Filterzigaretten von HB und Marlboro.

### Herstellung

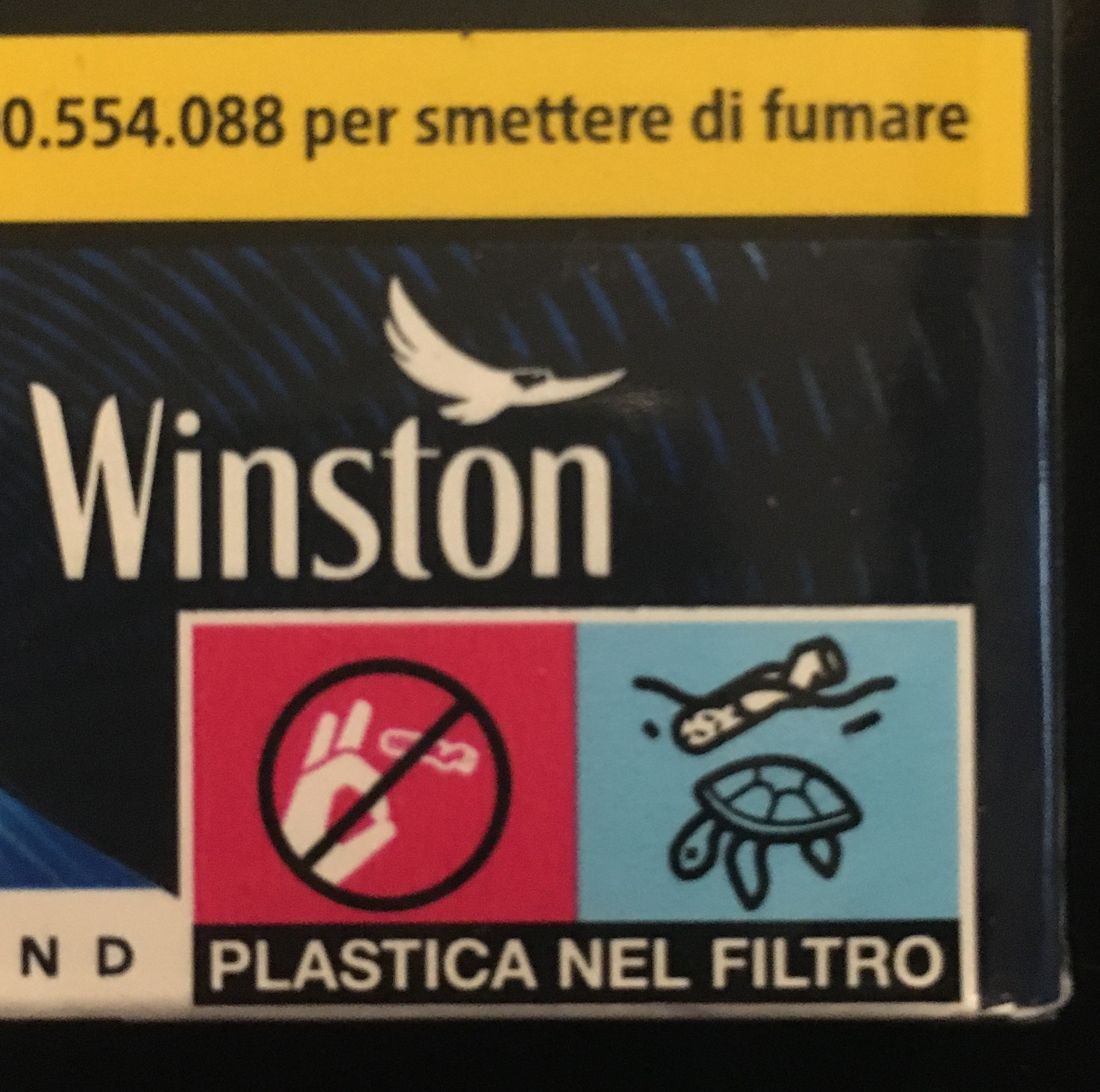
Piktogramme, die auf die Umweltschädlichkeit der Filter bzw. Zigarettenkippen hinweisen

Der Grundstoff für die Herstellung von Zigarettenfiltern ist Cellulose (gewonnen aus Holz). Sie wird in einem chemischen Prozess zu Celluloseacetat umgewandelt. Die Celluloseacetat-Flocken werden in Aceton gelöst und aus einer Spinnlösung heraus zu langen Fäden gesponnen. Der Durchmesser der Fasern liegt bei 30–50 µm. Sehr viele Fäden werden zu einem Endlos-Band zusammengeführt. Die Verklebung mit Triacetin erfolgt punktuell, um die Gasdurchlässigkeit zu erhalten. Der Filter hält Partikel bis zu einem Durchmesser von weniger als 0,2 µm zurück. Manche Zigarettenfilter enthalten aus Schweineblut gewonnenes Hämoglobin zur Verbesserung der Filterwirkung.

### Leichtzigaretten

#### Leicht durch Modifikationen des Filters
Bei vielen leichten Zigaretten wird der Filter mit winzigen Löchern versehen. Dadurch soll der Rauch mit Luft verdünnt werden, so dass er weniger Teer und Nikotin enthält. Dies ist tatsächlich der Fall, wenn man die Zigarette in ein Rauchmessgerät einsteckt. Verdeckt aber der Raucher einen großen Teil der Löcher beim Inhalieren, so enthält der inhalierte Rauch ein Vielfaches der auf der Schachtel angegebenen Konzentrationen von Teer und Nikotin sowie der restlichen Verbrennungsprodukte. Diese Tatsache wurde bereits 1969 durch die sogenannte „Lippenstudie“ des Tabakkonzerns Philip Morris bekannt, jedoch wurden die Bezeichnungen „light“ bzw. „mild“ erst ab 2003 von der EG verboten. Die EU Tabakrichtlinie 2014 führte schließlich zu einem kompletten Verbot der Anbringung dieser nicht aussagekräftigen Werte auf der Schachtel. Nahezu 100 % aller Raucher von vermeintlich „leichten“ Zigaretten kompensieren durch ihr Rauchverhalten die Maßnahmen, die zu einer Verringerung der Aufnahme von Schadstoffen führen sollen. Dazu zählt mehr Rauchen, tieferes Inhalieren oder die Löcher im Filter mit Lippen und/oder den Fingern zu verdecken.
Solche „leichten“ Zigaretten enthalten oft sogar stärkeren Tabak als „normale“ Zigaretten, durch die Filterkonstruktion soll dann ein Teil der Schadstoffe wieder herausgefiltert werden. Andererseits kann man einwenden, dass unter diesen Gesichtspunkten das EU-Verbot von Zigaretten mit mehr als 10 mg Teer zu den hier genannten Auswirkungen im Widerspruch stehe.

#### Leicht durch Modifikationen des Tabaks
Die Ergebnisse einer im Jahr 2015 in der Zeitschrift New England Journal of Medicine publizierten Studie deuten darauf hin, dass Zigaretten, die statt Modifikationen am Filter tatsächlich schwächeren Tabak mit deutlich weniger Nikotin enthielten, das Verlangen nach Nikotin und Tabak bei den Versuchspersonen signifikant reduzieren konnten. Die Forscher wollen weiter Studien im Bereich der stark Nikotin reduzierten Zigaretten durchführen, um diese eventuell den Regierungen als wirkungsvolle Maßnahme zur Reduktion des Tabakkonsums empfehlen zu können.

### Feinste Fasern
Beim Inhalieren werden feinste Fasern mit in die Lunge transportiert, die die Anzahl der inhalierten Substanzen steigern. Gleichzeitig führt der größere Widerstand beim Saugen zu einer längeren Saugphase und somit zu einer tieferen Inhalation als bei filterlosen Zigaretten. Daher ist es umstritten, ob Filterzigaretten weniger schädlich sind als filterlose.

## Zigarettenhülsen
Eine Zigarettenhülse besteht aus einem vorgerollten Zigarettenpapier mit einem integrierten Zigarettenfilter als Mundstück. Durch das Einbringen von Tabak in die leere Hülle („Stopfen“) kann so eine Zigarette selbst gefertigt werden. Für das Stopfen werden spezielle Werkzeuge, sogenannte Stopfer oder Stopfmaschinen angeboten. Zigarettenhülsen werden in den Längen 6,9 cm unter der Bezeichnung „King Size“ und 6 cm unter den Bezeichnungen „Special Size“ und „Xtra“ verkauft. Fabrikzigaretten haben dagegen eine Hülsenlänge von 6,2 cm. Als Stopftabak werden meist American-Blend-Tabake verwendet. Mit Zigarettenhülsen selbst hergestellte Zigaretten sind in der Regel billiger als Fabrikzigaretten.

## Gesundheitsgefahren

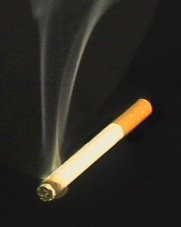
Eine brennende Zigarette (zirka 360 °C)

Das Rauchen von Zigaretten kann zu schwersten gesundheitlichen Schäden führen und reduziert die durchschnittliche Lebenserwartung. Nach Erkenntnissen der WHO, der Europäischen Union und vieler Gesundheitsbehörden kann das Rauchen von Tabakwaren als gesicherte Ursache von Lungenkrebs, Kehlkopf-, Mund- und Luftröhrenkrebs ausgemacht werden. Zudem kann das Rauchen zu Unfruchtbarkeit führen und erhöht insbesondere bei Männern das Herzinfarktrisiko. Bei Frauen ist das Rauchen in der Schwangerschaft mit Risiken für das ungeborene Kind verbunden und erhöht das Risiko von Totgeburten. Etwa jeder vierte Raucher stirbt an den Folgen seiner Sucht, jährlich sind das zirka 110.000 Menschen in Deutschland. Unangenehme Nebenwirkungen sind zudem die frühzeitige Alterung der Haut, Mundgeruch und das Herabsetzen des Geruchssinns.
Zwar besitzt das Alkaloid Nikotin nur wenig Suchtpotential, es löst jedoch in Verbindung mit anderen Komponenten des Tabakrauchs eine starke Abhängigkeit aus. Nikotin ist im Körper maximal drei Tage lang nachweisbar. Nikotinersatztherapien haben sich als erfolglos erwiesen. Stark ins Gewicht fällt die psychische Abhängigkeit durch das vom Rauchen geprägte Sozialverhalten.
Eine weitere oft unterschätzte Gefahr geht von den Feinstaubpartikeln im Rauch aus. Die Partikel sind lungengängig und lagern sich mitsamt den anderen Schadstoffen in der Lunge ab. Auch eine geringe Strahlenbelastung geht von den meisten Zigaretten aus, da die zur Herstellung benötigten Tabakpflanzen mit dem radioaktiven Zerfallsprodukt Polonium belastet sind.
Besonders riskant sind Billigzigaretten aus Schmuggelware oder Internethandel. Bei diesen kann die Belastung mit Pestiziden deutlich höher liegen als die zulässigen Grenzwerte, was das Risiko für Krebserkrankungen und Nierenschäden erhöht.

### Verzehr von Zigaretten
Eine zusätzliche Gefahr stellen insbesondere von Kleinkindern im Spiel verzehrte Zigaretten oder Zigarettenkippen dar.

### Brandgefahr durch Zigaretten
Laut Europäischer Kommission werden die meisten Brände mit Todesfolge in Europa durch unbeaufsichtigt brennende Zigaretten ausgelöst. Seit dem 17. November 2011 soll dieses Risiko durch eine Sicherheitsschranke, das so genannte RIP- bzw. LIP-Verfahren (für Reduced Ignition Propensity bzw. Lower Ignition Propensity) eingedämmt werden. Die Kommission hat hierzu im Amtsblatt der Europäischen Union Sicherheitsbestimmungen veröffentlicht, mit denen die Entflammbarkeit von Zigaretten vermindert wird. Erreicht wird dies dadurch, dass das Zigarettenpapier durch Ringe an zwei Stellen verstärkt wird. Hier kommt weniger Sauerstoff durch das Papier, so dass die Glut verlischt, wenn der Raucher nicht an der Zigarette zieht. Des Weiteren gibt es spezielle Glutlöscher zum Ausdrücken der Zigarette. Dieses Verfahren gibt es auch bereits in mehreren Ländern außerhalb Europas, etwa in den USA, Kanada und Australien.
Auch Luftströmung von außen facht Zigarettenglut an. Dennoch ist es weit verbreitete Unsitte, Zigarettenasche vom Fahrtwind abstreifen zu lassen und noch glimmende Zigaretten(reste) aus Kraftfahrzeugen zu werfen. Asche wird so im Luftraum verwirbelt, landet insbesondere in den ungeschützten Augen von Radfahrern. Zigarettenstummel oder die Glut alleine landen bisweilen auf brennbaren Teilen nachfolgender Fahrzeuge: in der Schalldämmung im Motorraum, durch geöffnete Fahrzeugfenster auf Sitzen, Teppichen oder Kleidung sowie auf Ladeflächen – durch Verwirbelung auch auf nicht ausreichend dicht zugeplanten. Eisenbahnwaggonfenster sind heute überwiegend dauerhaft geschlossen. Brennende Zigaretten werden auch aus Hausfenstern oder auf der Straße von Nichtmotorisierten weggeworfen, sie fallen bisweilen durch nicht verglaste oder genügend fein vergitterte Kellerfenster zum Keller hinein.

### Entsorgung von Zigaretten und Glut
Häufig sind Brände in Abfalleimern und insbesondere Altpapiercontainern. Diesem Umstand Rechnung tragend sind seit etwa 1980 Blechabfalleimer mit breitem trichterförmigem Ring üblich, die im Fall der Entzündung von Müll das Aufsteigen der Brandgase und damit das Nachliefern frischer Luft so stark behindern, dass es mit hoher Wahrscheinlichkeit zum Ersticken des Brandes kommt.
Weltweit sind Zigarettenkippen sowohl an Küsten als auch in Städten das am häufigsten vorzufindende Abfallprodukt. Geschätzte 4,5 Billionen Zigarettenstummel werden jährlich achtlos weggeworfen. Die natürliche Zersetzung von konventionellen Zigarettenfiltern aus Celluloseacetat dauert etwa zehn bis 15 Jahre, im Salzwasser geht man sogar von 400 Jahren aus. Inzwischen gibt es Erprobungen von Filtern, die aus biologisch abbaubarer Cellulose hergestellt werden; die grundsätzlichen Umweltgefahren durch abgegebene Gifte und durch Fraß von Wildtieren bleiben aber bestehen.

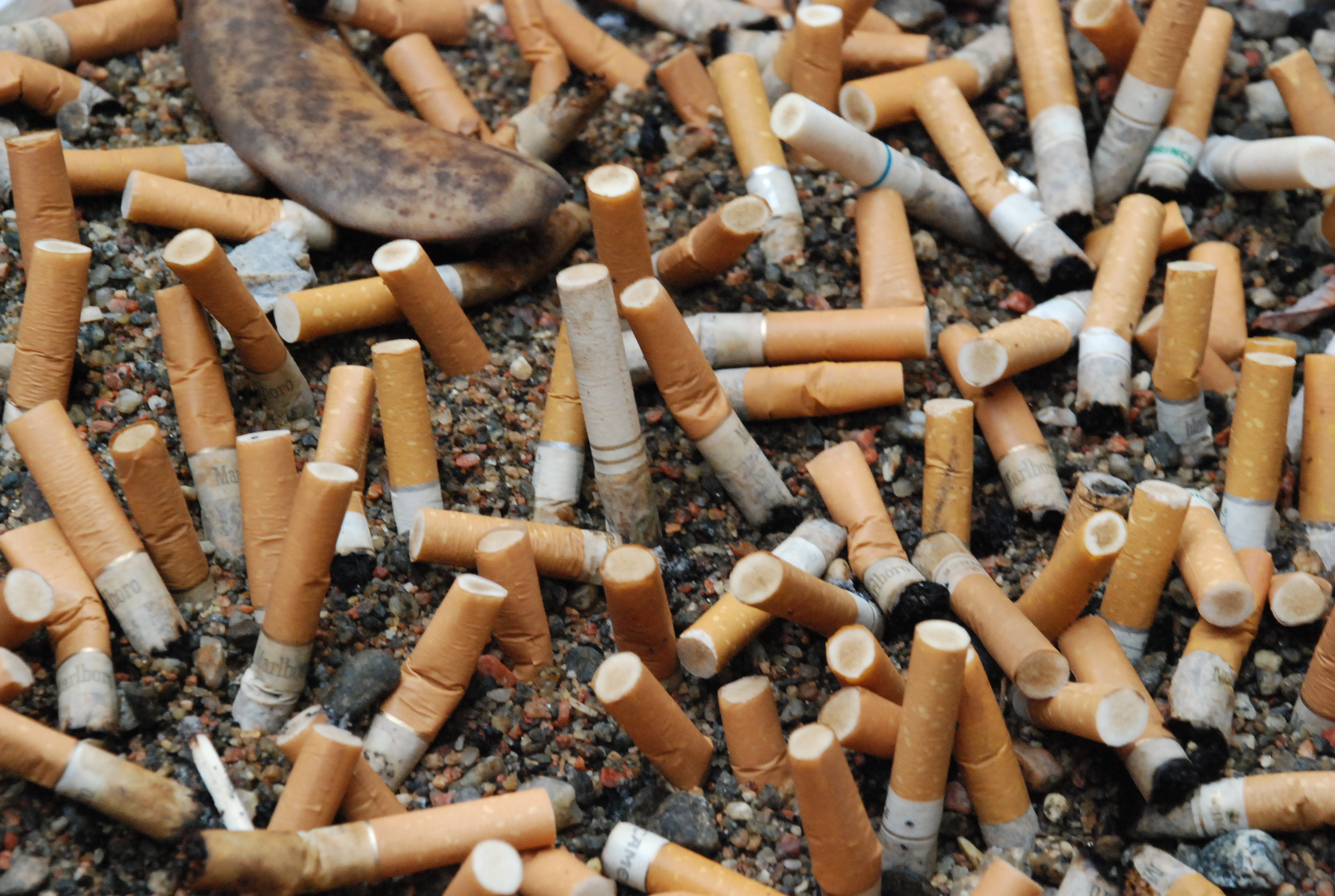
Öffentlicher Aschenbecher mit Zigarettenstummel aus Rådmansgatan in der Nähe von Stockholm (Schweden)

## Verbreitung des Rauchens von Zigaretten

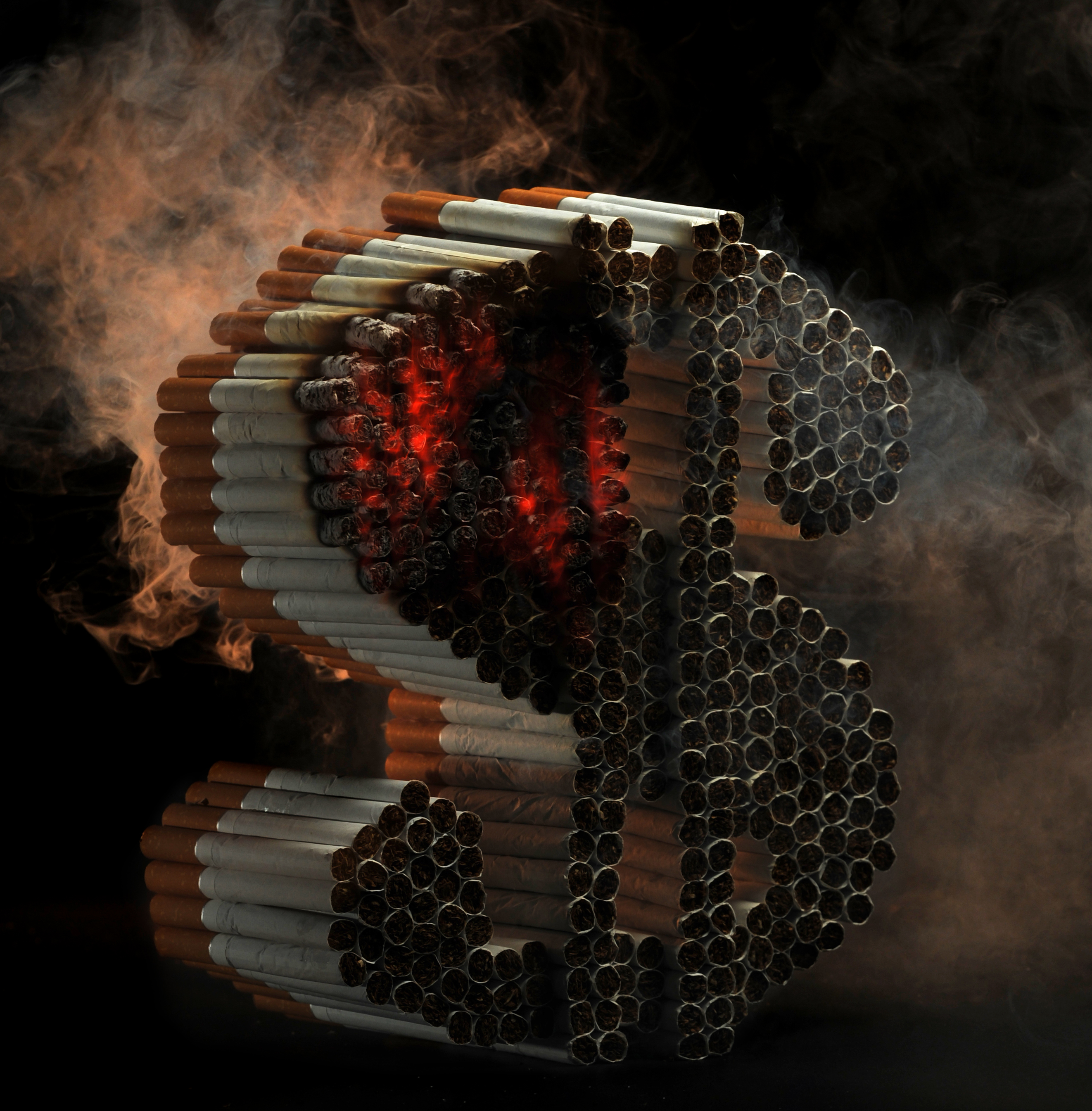
Brennende Zigaretten in Form eines Dollarzeichens, Teil einer Anti-Rauch-Kampagne des US-amerikanischen Verteidigungsministeriums

Der jährliche Pro-Kopf-Verbrauch in Deutschland lag 1936 bei 571 Zigaretten, 1966 bei 2214, im Jahr 2011 bei 1072.
Raucher von Zigaretten waren sehr lange Zeit überwiegend Männer. In den letzten Jahrzehnten ist jedoch zu beobachten, dass auch immer mehr Frauen zur Zigarette greifen. Die Gesundheitsgefahren, die für Frauen durch das Rauchen entstehen, sind noch höher als bei Männern. Die bisher zwischen Männern und Frauen bestehenden Unterschiede in der Häufigkeit von Lungenkrebs und Sterblichkeit gleichen sich durch einen deutlichen Anstieg bei den Frauen zunehmend an. Wissenschaftler sehen die Ursachen dieser Entwicklung darin, dass das Rauchen als männliches Attribut angesehen wird und viele Frauen dieses auch für sich beanspruchen wollen.
In Deutschland ist der Anteil der jugendlichen Raucher rückläufig. So sank er von 28 Prozent 2001 auf 9 % bei Mädchen und 10 % bei Jungen unter 18 Jahre 2014.
Laut einer teilweise umstrittenen Erhebung der DEBRA stieg der Anteil der Raucher 2022 ungewöhnlich stark an, laut der Umfrage von November 2022 lag der Anteil bei den 14–17-Jährigen bei 15,9 % (Vorjahr 8,7%) und bei den 18–24-Jährigen bei 40,8 % (Vorjahr 35,6%).
Das deutsche Jugendschutzgesetz verbietet die Abgabe von Zigaretten an Jugendliche unter 18 Jahren. Aufgrund der Novelle des Jugendschutzgesetzes vom 1. April 2003 sind zum 1. Januar 2007 alle deutschen Zigarettenautomaten so umgestellt worden, dass ein Kauf von Zigaretten (bezahlt per Geldkarte oder durch Münzen) nur noch nach Altersverifikation durch den auf den meisten EC-Karten angebrachten Geldkarte-Chip möglich ist, welcher ein Altersmerkmal gespeichert hat. Manche Automaten akzeptieren auch einen EU-Führerschein oder einen deutschen Personalausweis als Altersnachweis.
In der Schweiz ist der Anteil jugendlicher Raucher ähnlich hoch wie in Deutschland. Es zeigt sich auch ein Rückgang. Im Vergleich zum Jahr 2001 hat der Anteil rauchender Personen im Jahre 2008 in allen Altersgruppen bei beiden Geschlechtern abgenommen. Bei den 14- bis 19-Jährigen beträgt der Rückgang acht Prozentpunkte (von 31 % im Jahr 2001 auf 23 % im Jahr 2008).
In Kalifornien hingegen liegt der Prozentsatz der jugendlichen Raucher bei ungefähr acht Prozent, was darauf zurückgeführt wird, dass dort Rauchen gesellschaftlich weniger akzeptiert ist als in Europa. Die Länder mit dem höchsten Anteil von Rauchern in der Bevölkerung sind Kiribati, Nordmazedonien, Papua-Neuguinea, Bulgarien, Tonga und Osttimor. In Osttimor raucht jeder dritte Einwohner täglich, bei den Männern beträgt der Anteil sogar 61 %.
Eine EU-Richtlinie aus dem Jahr 2001 schreibt vor, dass innerhalb der EU auf den Zigarettenpackungen größere und dringendere Warnhinweise als zuvor aufgedruckt werden müssen.
2006 machte der Steueranteil knapp 75 Prozent des Preises einer Packung Zigaretten aus. Damit sind Zigaretten neben Benzin das mit Abstand am höchsten besteuerte Produkt.

## Zigarettenwerbung

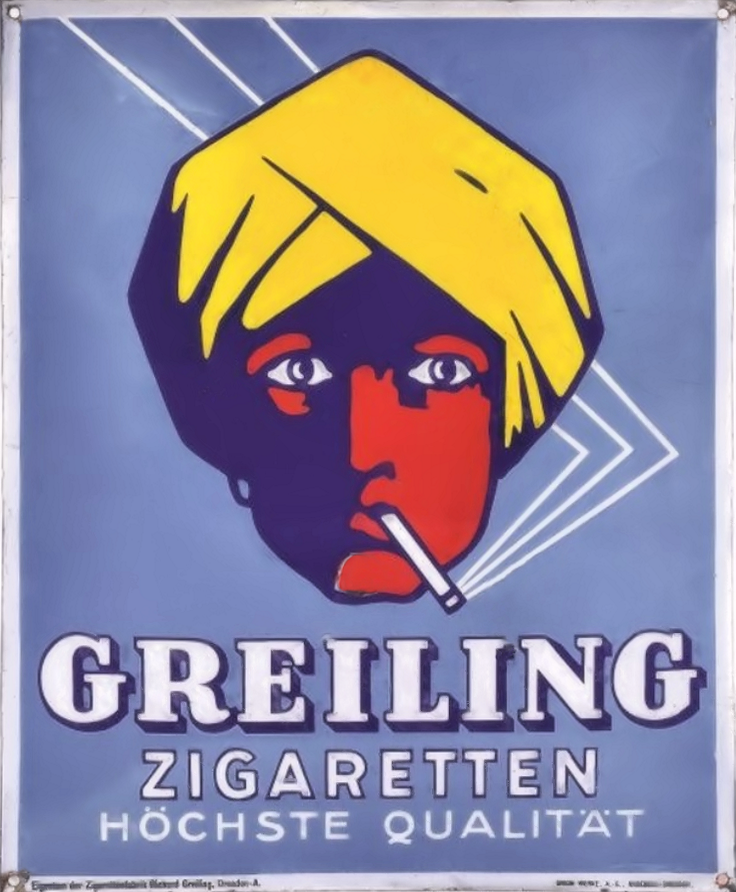
Emailleschild um 1930

In den 1930er und 1940er Jahren erreichten die Zigarettenbilder in Deutschland ein Millionenpublikum und die Tabakunternehmen waren durch informative und aufwändig gestaltete Sammelalben zu vielen Themen in fast allen Wohn- und Kinderzimmern des Deutschen Reiches präsent.
Im Hörfunk und Fernsehen der Bundesrepublik Deutschland dürfen Zigaretten seit dem 18. Juni 1974 nicht mehr beworben werden. Auch wird in den nächsten Jahren ein EU-weites Tabakwerbeverbot für Kinos, Zeitungen und Zeitschriften greifen. Davon ist auch das Sponsoring zum Beispiel von Formel-1-Rennen betroffen. Die Werbewirtschaft fürchtet Einnahmeausfälle von insgesamt über 110 Millionen Euro. Die Bundesregierung, sowohl die Kohl- als auch die Schröder-Regierung, versuchte in Brüssel vergeblich gegen das Werbeverbot vorzugehen.
Aufgrund der in vielen Ländern bereits gültigen Werbeverbote ist zu beobachten, dass die Tabakhersteller zu Ersatzmitteln greifen, um das offizielle Verbot zu umgehen. So werden verstärkt „Sondereditionen“ der Zigarettenschachteln auf den Markt gebracht, die zwar einen (begrenzten) Werbeeffekt haben, jedoch keine Werbung im traditionellen Sinn darstellen. Sponsoring-Verbote werden häufig dadurch umgangen, dass Rennautos oder -Motorräder grafisch stark an die betreffende Zigarettenmarke angelehnt sind, ohne dass der Markenname selbst auftaucht (Beispiele: „Go!!!“ weiß auf blauem Grund steht für Gauloises, „Biaggi“ in Camel-Schrifttyp, „Team Spirit“ in Mild-Seven-Schrifttyp). Eine weitere Lücke von Werbeverboten ist oftmals in Tabakläden zu finden: Wenn Tabakunternehmen Geld dafür bezahlen, dass ihre Marken auffällig in speziellen Displays ausgestellt werden, dann gilt das nicht unbedingt als Werbung (denn Werbung am Verkaufsort bleibt weiterhin erlaubt). Zuletzt werden auch, beispielsweise in Frankreich, Streichhölzer und andere Raucherutensilien mit dem Markenlogo des Zigarettenherstellers beworben. Auch kann man sich weiterhin Plakate von Zigarettenmarken kaufen, da das nicht als Werbung, sondern als Fanartikel gilt.
In Österreich wurde vor vielen Jahren Tabakwerbung im öffentlichen Raum (Plakate etc.), mit Ausnahme auf Trafiken und Verkaufsautomaten sowie in Rundfunk und Fernsehen verboten, später wurde das Verbot auch auf Werbung in Zeitungen und Zeitschriften erweitert. Entsprechend intensiv wird Werbung in Schaufenstern von Trafiken und Zigarettenautomaten betrieben. Als blau-weiße LEDs neu und noch sehr teuer waren, war ihr erster breiter Einsatz in Schaufensterwerbung für eine Zigarettenmarke zu sehen: Als etwa 12 aufblitzende Sterne auf einem etwa 0,4 m² großen Kartondisplay mit Sternenhimmel.
In der Schweiz obliegt die Regelung den Kantonen, Plakatwerbung im öffentlichen Raum ist hierbei in den meisten Kantonen verboten, Kinowerbung nur in vier von 26. Tabakwerbung über die Medien Fernsehen oder Radio ist jedoch auch in der Schweiz per Bundesgesetz verboten. Ebenso wurde festgelegt, dass sich Tabakwerbung nicht an Jugendliche unter 18 Jahren richten darf.

## Zigarettenschmuggel
Der Zigarettenschmuggel stellt in Deutschland eine bedeutende Form organisierter Kriminalität dar. Hintergrund ist die immer weiter steigende Steuerbelastung auf Tabakwaren von heute (2011) über 70 Prozent. Aus diesem Grund ist der Schmuggel besonders in wirtschaftlichen Krisenzeiten ein erheblicher Wirtschaftsfaktor, wie z. B. der Zigarettenschmuggel im Nachkriegsdeutschland. Nach Schätzungen entgehen allein der deutschen Bundeszollverwaltung Einnahmen von etwa vier Milliarden Euro jährlich, da rund 22 Milliarden Zigaretten unverzollt in den Straßenhandel gelangen. Fabrikate wie Jin Ling aus Kaliningrad werden etwa vor Supermärkten für um die zwei Euro pro Schachtel verkauft.
Der Zigarettenschmuggel ist so lukrativer als der Drogenschmuggel geworden und liegt bei der Einfuhr in der Hand von Osteuropäern, im Verkauf sind meist Vietnamesen beteiligt.